# Christian Vigouroux
Pour les articles homonymes, voir Vigouroux.
Christian Vigouroux, né le 29 septembre 1950, est un haut fonctionnaire français. Il a été le président de la section de l'intérieur du Conseil d'État de 2014 à 2016. Il est membre (élu par le Conseil d'État) du Conseil supérieur de la magistrature.
Il a été auparavant président adjoint de la section du contentieux, président de la section du rapport et des études et président de la section de l’intérieur. Il a été directeur de cabinet auprès des ministres de l’université, de l’intérieur, de la justice et des affaires sociales.
Christian Vigouroux a également été professeur associé de droit public à l'université de Versailles-Saint-Quentin-en-Yvelines et à l'université Paris-1 Panthéon-Sorbonne.

## Biographie

### Formation
Christian Vigouroux est titulaire d'une licence de droit et diplômé de l’Institut d'études politiques de Paris en 1971. Admis à l’École nationale de la magistrature (ENM) en 1972, il intègre l’ENA en 1974 dans la promotion Guernica où il côtoie, entre autres, Bernard Stirn, Gilles Carrez et Yves-Thibault de Silguy.

### Carrière dans l'administration

#### Conseiller d'État
En 1976, à sa sortie de l'ENA, il est nommé auditeur au Conseil d'État. Il obtient le grade de maître des requêtes en 1980.
Il quitte le Conseil début 1981 pour la direction de l’urbanisme et des paysages au ministère de l’équipement en tant que conseiller juridique. L’année suivante, il est promu directeur adjoint.
Il retourne au Conseil d’État en 1986, en tant que commissaire du gouvernement près l'assemblée du contentieux et des autres formations de jugement du Conseil d’État, jusqu'en 1989.
En 1992, il rejoint la section des travaux publics et la section du contentieux du Conseil d'État.
De 1994 à 1997 il est rapporteur général de la Commission supérieure de codification.
Il est nommé président de la 10e sous-section du contentieux en 2002 puis président adjoint de cette section de 2008 à 2012.
Il préside le groupe « déontologie et indépendance de l'expertise » de la Haute Autorité de santé de sa création en 2006 au 1er août 2012.
Le 14 mars 2013, il rejoint le Conseil d'État en tant que président de la section du rapport et des études. 
Le 30 avril 2014, il est nommé président de la section de l’intérieur.

#### Directeur de cabinet de plusieurs ministres de gauche
En 1985, il est nommé directeur de cabinet du secrétaire d'État chargé des universités Roger-Gérard Schwartzenberg (MRG). Il occupe la même fonction auprès des ministres de l'Intérieur Pierre Joxe, et Philippe Marchand (1989-1992) puis d’Élisabeth Guigou (PS), d'abord au ministère de la Justice (1997-2000) puis au ministère de l'Emploi et de la Solidarité (2000-2002),.
En 1988, il est rapporteur de la Commission de la transparence financière de la vie politique (CTFVP).
Il est nommé directeur de cabinet de Christiane Taubira, ministre de la Justice, le 18 mai 2012. Il quitte ses fonctions pour revenir au Conseil d’État en mars 2013,,. Il est alors remplacé par Christine Maugüé.

### Enseignant
Il est professeur associé à l'université Paris I de 1996 à 2006.
Par décret du 13 février 2007, il est nommé professeur des universités en droit public à la faculté de droit et de science politique de l'université de Versailles-Saint-Quentin-en-Yvelines, mais n'y exerce plus depuis 2012.
Il enseigne également à l'ENA et à l'IRA à travers une conférence annuelle sur les droits, les obligations et la déontologie des fonctionnaires.
Il préside l'association Services publics jusqu'en 2012.

### Activités ultérieures
En juillet 2016, il est nommé président du comité scientifique de l'Institut national des hautes études de la Sécurité et de la Justice.
En novembre 2016 il est nommé président du conseil d'administration de l'Institut Pasteur. Il exerce cette responsabilité de 2016 à 2022.
En février 2017, il est pressenti par le Président de la République pour la présidence de la commission chargée du contrôle de l'application de l’article 25 de la Constitution (Yves Guéna étant décédé), relative au découpage électoral, mais le président du Sénat annonce refuser d'organiser son audition alors que la session ordinaire se termine.
Si le candidat est adoubé par la commission des lois de l’Assemblée nationale le 25 avril (17 voix pour et 2 contre), cette nomination n’a pas reçu l’aval du Sénat qui a refusé de se prononcer. Le président de la République fait cependant publier le 27 avril un décret au Journal officiel pour un mandat allant jusqu’au 20 avril 2021. Le président Les Républicains de la commission des lois du Palais du Luxembourg Philippe Bas, dénonce dans un communiqué « une atteinte inédite aux droits du Parlement » alors qu'« aucune raison ne justifie cette nomination tardive et précipitée, écrit-il, eu égard à la vacance du poste de président de la commission prévue à l’article 25 de la Constitution depuis avril 2015 et à la proximité des élections présidentielle et législatives ».
Le décret de nomination a été définitivement validé par la décision du Conseil d’État, qui a jugé que « le refus de réunir la commission des lois a mis le Président de la République dans l’impossibilité de recueillir son avis dans les conditions prévues par le dernier alinéa de l’article 13 de la Constitution ; il a également rendu impossible le respect de la règle résultant de l’article 5 de l’ordonnance du 17 novembre 1958 qui prévoit que le scrutin correspondant au vote émis par chacune des commissions permanentes doit être dépouillé au même moment dans les deux assemblées ».
En juin 2018, il est nommé référent déontologue du ministère de l'Intérieur. La même année, il intègre le Comité pour l'histoire préfectorale.
Sa biographie de Marie-Georges Picquart est à l'origine du film J'accuse de Roman Polanski.

### Décorations
- Commandeur de la Légion d'honneur (2021)
- Commandeur de l'ordre national du Mérite[18]

## Publications

### Ouvrages
- Déontologie des fonctions publiques 2013-2014 : droits, obligations, garanties, discipline, 2e édition, Dalloz, 2012, 731 p. (1re édition 1995)

- Georges Picquart, dreyfusard, proscrit, ministre : La justice par l'exactitude, Dalloz, 2008 ; rééd. Georges Picquart, la biographie, Dalloz, 2019.
- Du juste exercice de la force, Odile Jacob, 2017
- La Société du dédain, Odile Jacob, 2022  (prix Emile Girardin 2023 de l'Académie des sciences morales et politiques)

### Rapports
- « La procédure devant la Cour nationale du droit d'asile », décembre 2011
- « Rapport sur la lutte contre les discriminations dans l'action des forces de sécurité », juillet 2021, rapport remis aux ministres de l'intérieur et de la justice